# Nicolás Vallejo
Javier Nicolás Vallejo (Sáenz Peña, 3 gennaio 2004) è un calciatore argentino, attaccante del Liverpool (M) in prestito dall'Independiente.

## Carriera

### Club
Cresciuto nel settore giovanile dell'Independiente, esordisce in prima squadra il 23 luglio 2022, nella partita di campionato persa per 0-1 contro l'Atlético Tucumán. Dopo aver firmato il primo contratto professionistico, valido fino al 2024, il 1º ottobre seguente segna la prima rete in carriera, nell'incontro vinto per 0-1 contro l'Arsenal de Sarandí.

### Nazionale
Nel 2023 è stato convocato dalla nazionale Under-20 argentina per il campionato sudamericano di categoria.

## Statistiche

### Presenze e reti nei club
Statistiche aggiornate al 7 gennaio 2023.
| Stagione        | Squadra         | Campionato      | Campionato | Campionato | Coppe nazionali | Coppe nazionali | Coppe nazionali | Coppe continentali | Coppe continentali | Coppe continentali | Altre coppe | Altre coppe | Altre coppe | Totale | Totale |
| Stagione        | Squadra         | Comp            | Pres       | Reti       | Comp            | Pres            | Reti            | Comp               | Pres               | Reti               | Comp        | Pres        | Reti        | Pres   | Reti   |
| --------------- | --------------- | --------------- | ---------- | ---------- | --------------- | --------------- | --------------- | ------------------ | ------------------ | ------------------ | ----------- | ----------- | ----------- | ------ | ------ |
| 2022            | Independiente   | PD              | 11         | 2          | CA+CdL          | 2+0             | 0               | CS                 | 0                  | 0                  | -           | -           | -           | 13     | 2      |
| Totale carriera | Totale carriera | Totale carriera | 11         | 2          |                 | 2               | 0               |                    | 0                  | 0                  |             | -           | -           | 13     | 2      |